# Стенокерзел
Стенокерзел (на нидерландски: Steenokkerzeel) е селище в Централна Белгия, окръг Хале-Вилворде на провинция Фламандски Брабант. Населението му е около 10 800 души (2006).